# 保衛高加索獎章
保衛高加索獎章（俄语：Медаль «За оборону Кавказа»）是蘇聯在1944年5月1日由蘇聯最高蘇維埃主席團頒令設立的一種戰役獎章，以嘉許及認可蘇聯平民及軍事人員在1942年7月25日到1943年10月9日高加索戰役對德國軍隊的艱苦及英勇抗戰。有87萬軍民獲得此獎章，其中大部分是黑海舰队的水兵－他们组成了海军步兵（即其他國家的海軍陸戰隊）投入陸上的戰鬥。除此之外还包括参与保卫高加索的平民和保卫苏联主要石油产地不受轴心国侵略的其他人員。

## 頒授情況
保衛高加索獎章授予給所有參與高加索戰役的紅軍、紅海軍及內務人民委員部隊的軍事人員，以及參與保衛戰的平民。
根據1944年6月5日修訂之法令，此獎章是以蘇聯最高蘇維埃主席團的名義頒授，根據所在部隊主官、軍事醫療機構、斯塔夫罗波尔或克拉斯诺达尔的政府，以及格鲁吉亚苏维埃社会主义共和国、阿塞拜疆苏维埃社会主义共和国、北奧塞梯蘇維埃社會主義自治共和國或卡巴爾達-巴爾卡爾蘇維埃社會主義自治共和國的最高蘇維埃所發出的有關其實際參與情況的文件而頒發。
現役人員的獎章由其部隊主官頒授，退役人員從所在社區的分區、城市或地區軍事委員獲得其獎章，平民獲獎者則由城市或地區人民代表大會、自治共和國的最高蘇維埃頒授；與獎章同時頒發的還有一張證書。
對於在戰役中陣亡或在獎章設立前去世的獲獎者，此獎章將追授予其家人。
根据1980年7月18日修订之法令，保卫高加索奖章一般佩戴在左胸，当存在其他苏联勋章奖章时，应配戴在保卫基辅奖章之后，保卫苏联北极地区奖章之前。
如果佩戴了其它俄罗斯联邦勋章或奖章，则后者具有优先权。

## 獎章法令的修定
保衛高加索獎章在1944年5月1日設立後，有關此獎章的法令多次被蘇聯最高蘇維埃主席團修改，以讓下列地區的平民為高加索戰役所作的貢獻能被此獎章所認可：
- 1944年5月16日：達吉斯坦蘇維埃社會主義自治共和國[7]
- 1944年6月2日：格羅茲尼州[8]
- 1945年3月10日：亚美尼亚苏维埃社会主义共和国[9]
- 1945年3月15日：罗斯托夫州[10]

## 獎章制式
保衛高加索獎章採用五邊形綬帶，主體為32mm的黃銅製圓形獎章，兩側有凸起邊緣。
奖章正面的背景为厄尔布鲁士山，三架飞机在上方盘旋。山前為石油钻井，以及三架正向左方駛去的坦克。獎章的边缘由葡萄藤和葡萄花围成了一个闊３毫米的圆框，正中為一枚五角星。圆框內側写着「为了保卫高加索」（俄语：ЗА ОБОРОНУ КАВКАЗА）。奖章底部中間為一個小锤子与镰刀标志，标志两边写着「苏联」（俄语：«СССР»）。
獎章背面的上方為锤子与镰刀标志，下方為俄文「為了我們的祖國蘇聯」(俄语：«ЗА НАШУ СОВЕТСКУЮ РОДИНУ»)。
保衛高加索獎章採用浅橄榄色的波纹绸，宽24毫米，绶带中间有两条宽2毫米的白色竖条纹，中間間隔為2毫米。两条白色条纹的内侧紧挨着各有一条红色细条纹，外侧则各有一条蓝色细条纹。两侧边缘各有一条宽2.5毫米的蓝色条纹。

## 獲獎者（部分）
以下為保衛高加索獎章奖章的部分獲獎者（以最高軍銜排列）：
- 苏联元帅克利緬特·葉夫列莫維奇·伏羅希洛夫
- 苏联元帅謝苗·米哈伊洛維奇·布瓊尼
- 苏联元帅谢苗·康斯坦丁诺维奇·铁木辛哥
- 蘇聯元帥格奧爾基·康斯坦丁諾維奇·朱可夫
- 蘇聯元帥羅季翁·雅科夫列維奇·馬利諾夫斯基
- 蘇聯元帥列昂尼德·伊里奇·布里茲涅夫
- 蘇聯元帥安德烈·安東諾維奇·格列奇科
- 苏联元帅瓦西里·伊萬諾維奇·彼得羅夫
- 蘇聯海軍元帥尼古拉·格拉西莫維奇·庫茲涅佐夫
- 蘇聯海軍元帥伊萬·斯捷潘諾維奇·伊薩科夫
- 蘇聯海軍元帥謝爾蓋·格奧爾基耶維奇·戈爾什科夫
- 炮兵主帥米特罗凡·伊万诺维奇·涅杰林
- 空軍元帥亞歷山大·伊万諾維奇·波克雷什金
- 大將伊萬·葉菲莫維奇·彼得羅夫
- 大將伊萬·弗拉基米羅維奇·秋列涅夫
- 上將雅科夫·季莫费耶维奇·切列维琴科（英语：Yakov Cherevichenko）
- 少校娜塔莉娅·费多罗夫娜·梅克林（英语：Natalya Meklin）（女夜間轟炸機飛行員）
- 近衛軍上尉瑪麗亞•冬妮娜（英语：Mariya_Dolina）（女俯冲轰炸机飛行員）
- 作曲家阿拉姆·哈恰圖良（亞美尼亞族）
- 作家彼得·安德烈耶维奇·巴甫连柯（英语：Pyotr_Pavlenko）

## 延伸閱讀
- 高加索战役
- 高加索

## 參照
- Legal Library of the USSR（页面存档备份，存于）